# إسحاق كواكي
إسحاق كواكي (بالإنجليزية: Isaac Kuoki)‏ (6 مايو 1978) لاعب كرة قدم غاني معتزل كان يجيد اللعب في مركز الوسط المدافع.